# Kastanienallee 77

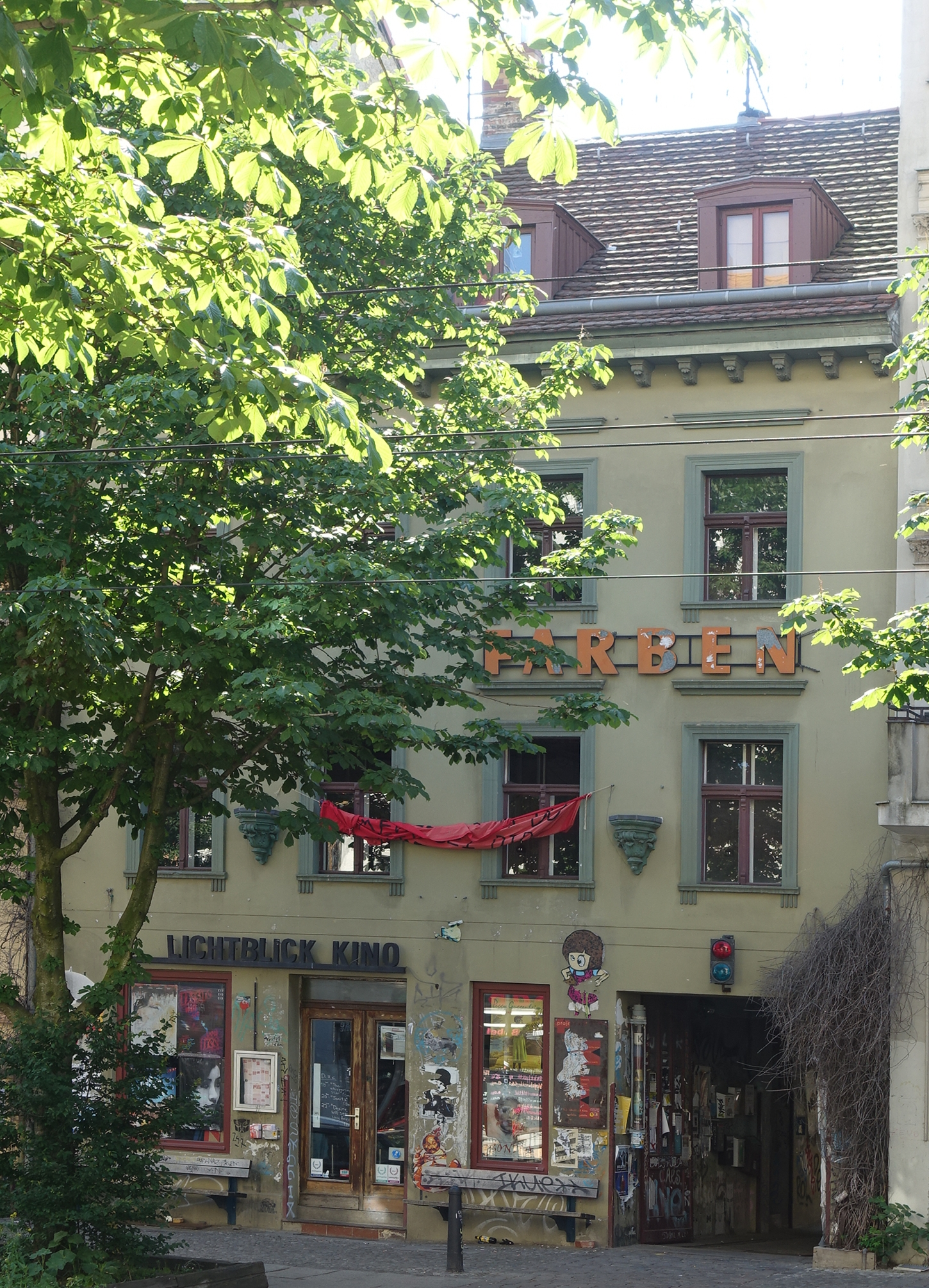
Mietshaus Kastanienallee 77

Das Mietshaus Kastanienallee 77 ist ein Wohnhaus und ein Baudenkmal in der Kastanienallee im Ortsteil Prenzlauer Berg des Berliner Bezirks Pankow.

## Geschichte
Das Mietshaus wurde um 1852/53 gebaut. 1889 gab es kleinere Umbauarbeiten, wobei die Fassade unverändert blieb. 1893 und 1894 gab es im Rahmen der Errichtung der Hofgebäude große Umbauarbeiten. Dabei wurde die in der rechten Achse befindliche Durchfahrt vergrößert, das Treppenhaus umgestaltet und das Berliner Zimmer errichtet. Aus dieser Zeit stammen auch die reichhaltigeren Verzierungen, wie kleine Rosetten unter der geraden, profilierten Fensterverdachung und geschwungene Schlusssteine. An der Fassade sind zwei Handwerkskulpturen angebracht. Über dem Erdgeschoss liegen zwei Etagen, deren Fenster mit Faschen eingefasst sind und die mit einer geraden profilierten Verdachung bekrönt sind. Die Konsolen unter der Traufe schließen die Fassade zum Satteldach ab. Im Inneren des Hauses sind die Zimmerdecken reich strukturiert und die Treppen verfügen über einen neobarocken Antrittspfosten. Aus dem Wohnungsbau des 19. Jahrhunderts sind die gewalzten Eisenträger erhalten. Vermutlich stammen die eiserne Treppenanlage und die Gestaltung des Treppenhauses noch aus der Zeit des Umbaues im Jahr 1893.
Pläne aus den 1890er Jahren, das kleine Vorderhaus aufzustocken, wurden nie umgesetzt.
Historische Fotos zeigen, dass sich in der ersten Hälfte des 20. Jahrhunderts auf den Höfen des Hauses die Reparaturwerkstatt „Auto-Haus Falk“ befunden hat. Im Ladengeschäft an der Straße befand sich mindestens seit den 1940er Jahren bis zur Zeit der Mauerbaus 1961 eine Fleischerei. Anschließend stand der Laden leer.
Bis 1937 gehörte das Haus einer jüdischen Familie, deren Erben zum Zeitpunkt der Hausbesetzung in New York lebten. Seit 1941 war eine Frau Eigentümerin, die 1992 in Kanada lebte.
Ab etwa 1986 stand das Haus komplett leer.

## Hausbesetzung
Nach längerem Leerstand wurde das Haus am 20. Juni 1992 von der Künstlergruppe „Vereinigte Varben Wawavox“ im Rahmen einer Aktionswoche mit dem Omnibus für direkte Demokratie besetzt. Sie nannten die Kunstaktion „Besetzn – Kunst – 1. Hilfe“, eine soziale Plastik im Sinne von Joseph Beuys. Nach ersten Verhandlungen am Runden Tisch Prenzlauer Berg mit Vertretern der Bezirksverordnetenversammlung, der Besetzer, der Hausverwaltung und der Polizei wurde auf eine Räumung vorerst verzichtet.
Das Haus stand damals unter Zwangsverwaltung der kommunalen Wohnungsbaugesellschaft WiP. Zum Ende des Jahres 1992 wurde es an die Alteigentümer zurückgegeben. Die Eigentümerfrage blieb aber unklar, weil auch eine jüdische Erbengemeinschaft einen Antrag auf Rückübertragung gestellt hatte. Nach der Rückübertragung einigten sich beide Parteien, das Haus gemeinschaftlich zu verkaufen. Verhandlungen am Runden Tisch Instandbesetzung Prenzlauer Berg über einen Kauf durch die Besetzer bleiben ohne Ergebnis. Stattdessen wurde das Haus im April 1993 an die Treuwert GmbH von Hans Kirchenbauer verkauft. Der versuchte am 13. Oktober 1993, die Besetzer durch einen privaten Räumtrupp unter der Leitung von Michael Stober zu vertreiben, die dabei Rammböcke und Kettensägen einsetzten. Die von den Besetzern gerufene Polizei beendete den illegalen Räumungsversuch. Der Vorfall führte zur Bildung einer Initiative von Mietern anderer Häuser des gleichen Eigentümers und zu einem Protesttreffen im Berliner Abgeordnetenhaus.
Nach erneuten Verhandlungen am Runden Tisch verkaufte Kirchenbauer das Haus am 20. Juni 1994, genau zwei Jahre nach der Besetzung, an die Stiftung Umverteilen! Stiftung für eine, solidarisch Welt, die es zeitgleich an die in einem Verein organisierten Bewohner für 50 Jahre durch Erbbaurecht übergab. Seither befindet sich das Haus in Selbstverwaltung.

## Sanierung
Das Haus wurde von 1995 bis 1999 saniert. Finanziert wurde der Umbau mit Fördermitteln des Landes Berlin im Programm der Baulichen Selbsthilfe, bei dem Bewohner eines Hauses ihren Anteil durch Eigenleistungen auf der Baustelle erbringen konnten.
Die ehemalige Raumfassung wurde beibehalten und auch teilweise rekonstruiert; auch die Stuckdecken in den Wohnräumen, die Plastiken und die gusseiserne Treppe wurden restauriert. Die Farbgestaltung der Vorderfassade, der Durchfahrt und des Treppenhauses folgte der Gestaltung aus dem Jahr 1893. Die Handwerkerfiguren, die ursprünglich auf Podesten an der Fassade standen, wurden denkmalgerecht saniert und stehen heute in einer Vitrine im Treppenhaus.
Die Innenwände wurden überwiegend in Holz- und Lehmbauweise rekonstruiert. Seit der Sanierung gibt es eine kollektive Etage im ersten Obergeschoss und individuelle Räume im zweiten, dritten, vierten Obergeschoss und unter dem Dach, die ein „Einküchenhaus“ mit einer Wohnfläche von rund 700 Quadratmetern bilden. Das Haus ist von etwa 20 Erwachsenen und 10 Kindern bewohnt. Sie üben immer noch einige Kommuneprinzipien, die in den ersten Jahren vom Projekt entwickelt worden sind.

## Kulturprojekte
Im Vorderhaus befindet sich seit 1998 das Lichtblick-Kino, mit 32 Sitzplätzen eines der kleinsten Kinos Berlins. Im zweiten Hinterhaus befinden sich die Tanzetage, ein Comic-Zeichner-Atelier, das Videoprojekt AK Kraak und eine Keramik-Werkstatt. Unter dem Titel „Untergrün“ findet eine Avantgarde-Konzertreihe statt.